# 스타워즈 에피소드 2: 클론의 습격
《스타워즈 에피소드 2: 클론의 습격》(영어: Star Wars Episode II: Attack of the Clones)은 2002년 미국에서 제작된 공상 과학 판타지 서사 영화이다. 오리지널 3부작 때와는 달리 조지 루커스가 각본과 기획 제작 외에 감독까지 이어서 맡았다. 1999년작《스타 워즈 에피소드 1: 보이지 않는 위험》에 이은 스타 워즈 프리퀄 시리즈의 두 번째 작품이며, 《스타 워즈》 시리즈 총 6부작 중에서 시나리오상 두 번째 에피소드에 해당한다.

## 줄거리

은하 공화국 상징표.

나부 행성 사태가 있은 지 10년이 지난 시점, 은하 공화국을 구성하는 수많은 소은하계들, 행성들 중 점점 많은 숫자가 연합체 형태인 공화국으로부터 탈퇴 및 분리를 하려는 움직임을 일으키기 시작했다. 이러한 분리주의 운동의 핵심에는 두쿠 백작이 자리하고 있다. 두쿠 백작은 과거 제다이 마스터였으나 악의 포스를 받아들임으로써 다스 티라누스가 된 인물이다. 분리주의 운동으로 인해 은하계의 평화와 질서가 흔들리게 되었고, 이를 방지하고자 과거 나부 행성의 여왕이었던 파드메 아미달라 의원은 공화국 자체 군대를 창설하자는 법안을 제출한다. 팰퍼틴 의장은 이를 의회 표결에 붙여 법안을 통과시킨다. 의정 활동을 위해 먼 거리를 온 아미달라 의원은 정체불명의 존재로부터 암살의 위험에 처하고, 그녀를 경호하고자 두 명의 제다이 기사, 오비완 케노비와 아나킨 스카이워커가 동행을 하게 된다. 범인에 대한 단서를 잡은 오비완은 세부 조사를 위해 바다 행성 카미노로 떠나고, 그 사이 아나킨과 파드메는 금지된 사랑을 나눈다.

## 출연진
| 배우              | 등장 인물                 | 인물 설명                               |
| ----------------- | ------------------------- | --------------------------------------- |
| 이완 맥그리거     | 오비완 케노비             | 제다이 마스터                           |
| 내털리 포트먼     | 파드메 아미달라           | 은하 공화국 의회 의원                   |
| 헤이든 크리스텐슨 | 아나킨 스카이워커         | 제다이 기사                             |
| 프랭크 오즈       | 요다                      | 제다이 원로회 의원                      |
| 새뮤얼 L. 잭슨    | 메이스 윈두               | 제다이 원로회 의원                      |
| 크리스토퍼 리     | 두쿠 백작 (다스 티라누스) | 전 제다이 마스터, 현 분리주의 단체 대표 |
| 이언 맥더미드     | 팰퍼틴                    | 은하 공화국 의장                        |
| 이언 맥더미드     | 다스 시디어스             | 시스 로드                               |
| 케니 베이커       | R2-D2                     | 아미달라의 드로이드                     |
| 앤서니 대니얼스   | C-3PO                     | 아나킨 스카이워커의 드로이드            |
| 테뮤라 모리슨     | 장고 펫                   | 전 현상금 사냥꾼, 클론 군대 DNA 제공자  |
| 대니얼 로건       | 보바 펫                   | 장고 펫의 복제 아들                     |
| 아메드 베스트     | 자 자 빙크스              |                                         |
| 지미 스미츠       | 베일 오르가나             | 은하 공화국 의회 의원                   |
| 로즈 번           | 도메                      |                                         |
| 베로니카 세구라   | 코르데                    |                                         |

## 한국판 더빙 성우진(KBS)
- 강수진 - 아나킨(헤이든 크리스텐슨)
- 정미숙 - 아미달라(내털리 포트먼) / 보바 펫(다니엘 로건)
- 양석정 - 오비완 케노비(이완 맥그리거)
- 이완호 - 펠퍼틴/다스 시디어스(이언 맥더미드)
- 노민 - 요다(프랭크 오즈) / 누트 건레이(실라스 카슨) / 비블(올리버 포드 데이비스) / 클리그(잭 톰퍼슨)
- 김준 - 윈두(새뮤얼 L. 잭슨) / 와토(앤드루 세콤비) / 해설
- 박상일 - 두쿠 백작(크리스토퍼 리) / 콰이곤(리암 니슨)
- 임은정 - 슈미(페닐라 오거스트) / 잼(리애나 월스먼) / 베루(보니 피에지)
- 문관일 - 장고 팻(테뮤라 모리슨) / 덱스터(롤랜드 포크)
- 강구한 - 타이포(제이 라가아이아) / 베일 오르가나(지미 스미츠)
- 김승태 - 자자(아메드 베스트) / 오웬(조엘 에저턴)
- 윤세웅 - 쓰리피오(앤서니 대니얼스)

## 불명예
《스타 워즈 에피소드 2: 클론의 습격》은 골든 라즈베리 상을 수상해 불명예를 얻었다.
| 연도 | 주최국 | 주관             | 수상 부문                                                                             | 주석  |
| ---- | ------ | ---------------- | ------------------------------------------------------------------------------------- | ----- |
| 2003 | 미국   | 골든 라즈베리 상 | - 최악의 각본상 (조지 루커스, 조너던 헤일즈) - 최악의 남우 조연상 (헤이든 크리스텐슨) | [ 3 ] |

## 같이 보기
- 스타 워즈 배역 목록
- 스타 워즈 캐릭터
- 제다이
- 시스
- 포스
- 광검
- 클론 군대
- 클론 전쟁
- 《스타 워즈: 클론 전쟁》(2003년 TV 시리즈)
- 《스타 워즈: 클론 전쟁》(2008년 장편 애니메이션 영화)
- 《스타 워즈: 클론 전쟁》(2008년 TV 시리즈)